# Aufidus fuscomaculatus
Aufidus fuscomaculatus är en insektsart som beskrevs av Victor Lallemand och Synave 1953. Aufidus fuscomaculatus ingår i släktet Aufidus och familjen spottstritar. Inga underarter finns listade i Catalogue of Life.